# Dusk (chaîne de télévision)
Pour les articles homonymes, voir Dusk.
Dusk était une chaîne de télévision canadienne qui a été lancée par Corus Entertainment et Shaw Media le 7 septembre 2001 sous le nom de Scream et qui a mis fin à ses activités le 23 mars 2012. La chaîne diffusait principalement des films ainsi que des séries télévisées d'horreur, de surnaturel, ou bien thriller.

## Histoire
Agréée par le Conseil de la radiodiffusion et des télécommunications canadiennes (CRTC) en novembre 2000 sous le nom HorrorVision, la chaîne a été lancée sous le nom Scream moins d'un an plus tard, le 7 septembre 2001, et était spécialisé dans la diffusion de films et séries d'horreur.
Le 26 juin 2009, la chaîne annonce le changement de nom pour DUSK effectif le 9 septembre 2009 (date symbolique 09.09.09). Ce nouveau nom a apporté un lot de changements en termes de programmation. La chaîne a déclaré vouloir délaisser les films gores qui ont fait le succès de la chaîne, et diffuser plus d'émissions et de films qui visent l'auditoire féminin. Celui-ci, de 18 à 49 ans, aurait augmenté de 100 %.
À partir de 2011, la chaîne présente surtout des films à suspense et des films fantastiques, qui mettent en vedette les acteurs et les actrices les plus populaires d'Hollywood.
Le 10 février 2012, la chaîne a annoncé sur les réseaux sociaux qu'elle mettait fin à ses activités à 6 h le 23 mars 2012, soit trois jours avant le lancement d'ABC Spark, aussi copropriété de Corus Entertainment.

## Séries télévisées diffusées surDusk
- Da Vinci's Inquest
- Dead Like Me
- Médium
- Poltergeist : Les Aventuriers du surnaturel
- Supernatural